# 帕拉斯·比尔·比克拉姆·沙阿·德瓦
帕拉斯·比尔·比克拉姆·沙阿·德瓦（[Paras Śāh] 错误：{{Transl}}：无法识别语言／字母代码 尼泊尔语（帮助）；1971年12月30日—）是尼泊尔沙阿王朝的末代王储。
帕拉斯是贾南德拉国王和科穆尔王后的长子。早年曾在印度大吉岭的圣乔治学院学习，后来又前往美国和英国留学。2000年，与锡卡尔王公家庭出身的希玛尼结婚，婚后育有一子二女。同年，帕拉斯因醉酒驾车，撞死了尼泊尔著名歌手普拉万·古龙，引起尼泊尔人的不满。
2001年6月1日，尼泊尔发生王室枪击事件，王储狄潘德拉在纳拉扬希蒂王宫中开枪射杀了包括国王比兰德拉、王后艾西瓦娅在内的许多王室成员，随后开枪自杀。帕拉斯当时在宫中，受了轻伤，并设法用沙发保护了至少三个王室成员，得以幸免于难。事件发生后，贾南德拉登基成为新的国王，帕拉斯被封为王储。
2008年5月28日，尼泊尔废除了君主制，帕拉斯被剥夺了王储头衔。随后帕拉斯携妻儿移居新加坡。后来希玛尼发起一项帮助贫困妇女和儿童的基金，帕拉斯回到尼泊尔。2010年12月，帕拉斯在奇特旺国家公园老虎顶景区同反对王室的民众发生争执，帕拉斯向天花板开枪，随后被拘留并被起诉。